# هاروکا یوشیمورا
هاروکا یوشیمورا (انگلیسی: Haruka Yoshimura; ۱۴ فوریهٔ ۱۹۸۶ – ) صداپیشگی در ژاپن اهل ژاپن بود. وی از سال ۲۰۱۱ میلادی تاکنون مشغول فعالیت بوده‌است.